# Rozhledna na vrchu Čáp
Rozhledna stojí na vrcholu Čáp, nejvyšší hoře Adršpašsko-teplických skal s nadmořskou výškou 786 m. Rozhledna stojí na skalním bloku v lesích v katastrálním území Skály u Teplic nad Metují zhruba 4 km na jihozápad od obce Teplice nad Metují v okresu Náchod.

## Základní informace
Rozhledna je tvořena středovým ocelovým sloupem s točitým ocelovým schodištěm, osm dřevěných hlavních sloupů je na čtyřech patkách. Celkově má rozhledna dvě nadzemní podlaží, příčle i táhla jsou z hraněného řeziva. Krov rozhledny je z dřevěných hranolů. Povrch střechy je plechový. Na vyhlídkovou plošinu je přístup přes točité schodiště.
Z plošiny je panoramatický výhled na Krkonoše (Sněžka a Černá hora, Studniční hora, Žalý), Rýchory, Vraní hory (Královecký Špičák), Janovické rudohoří (Skalnik), Adršpašsko-teplické skály, Křížový vrch, Trójgarb, Dziób, Góry Kamienne (Lesista Wielka, Stożek Wielki, Suchawa, Waligóra), Javoří hory (Ruprechtický Špičák), Soví hory (Velká Sova), Ostaš, Broumovské stěny (Božanovský Špičák, Koruna), Stolové hory (Velká Hejšovina, Bor), Orlické hory, Jestřebí hory (Žaltman), Kocléřovský hřbet (Liščí hora), Zvičina, Kumburk, Tábor a blízké okolí.

## Historie
Stavba rozhledny na vrcholu Čáp byla realizována v rámci projektu „Místa plná rozhledů v Euroregionu Glacensis“. Investorem projektu byla Branka, o.p.s., přičemž byl projekt spolufinancován Evropskou unií – Evropským fondem pro regionální rozvoj a státním rozpočtem České republiky z Operačního programu Přeshraniční spolupráce ČR-PR 2007-2013. Projektantem rozhledny je Ing. Antonín Olšina.
Rozhledna byla postavena 9. září 2014 na již dříve vybetonovaných patkách, vzhledem k poměrně nedostupnému místu staveniště v NPR Adršpašsko-teplické skály, byla stavba realizována za pomoci vrtulníku.
Slavnostní otevření rozhledny se konalo dne 20. září 2014, při příležitosti 25. ročníku turistického pochodu Teplicko-adršpašská 33.

## Přístup
K rozhledně je přístup pěšky, k rozhledně vede pouze lesní pěšina.
- turistická trasa: od rozcestníku v osadě Skály po zelené  značce směrem na Teplice nad Metují.

## Zajímavosti
Na vrchu Čáp se nachází trigonometrický bod 16 Čapí vrch a bod AGS 59 Čapí vrch.

## Galerie

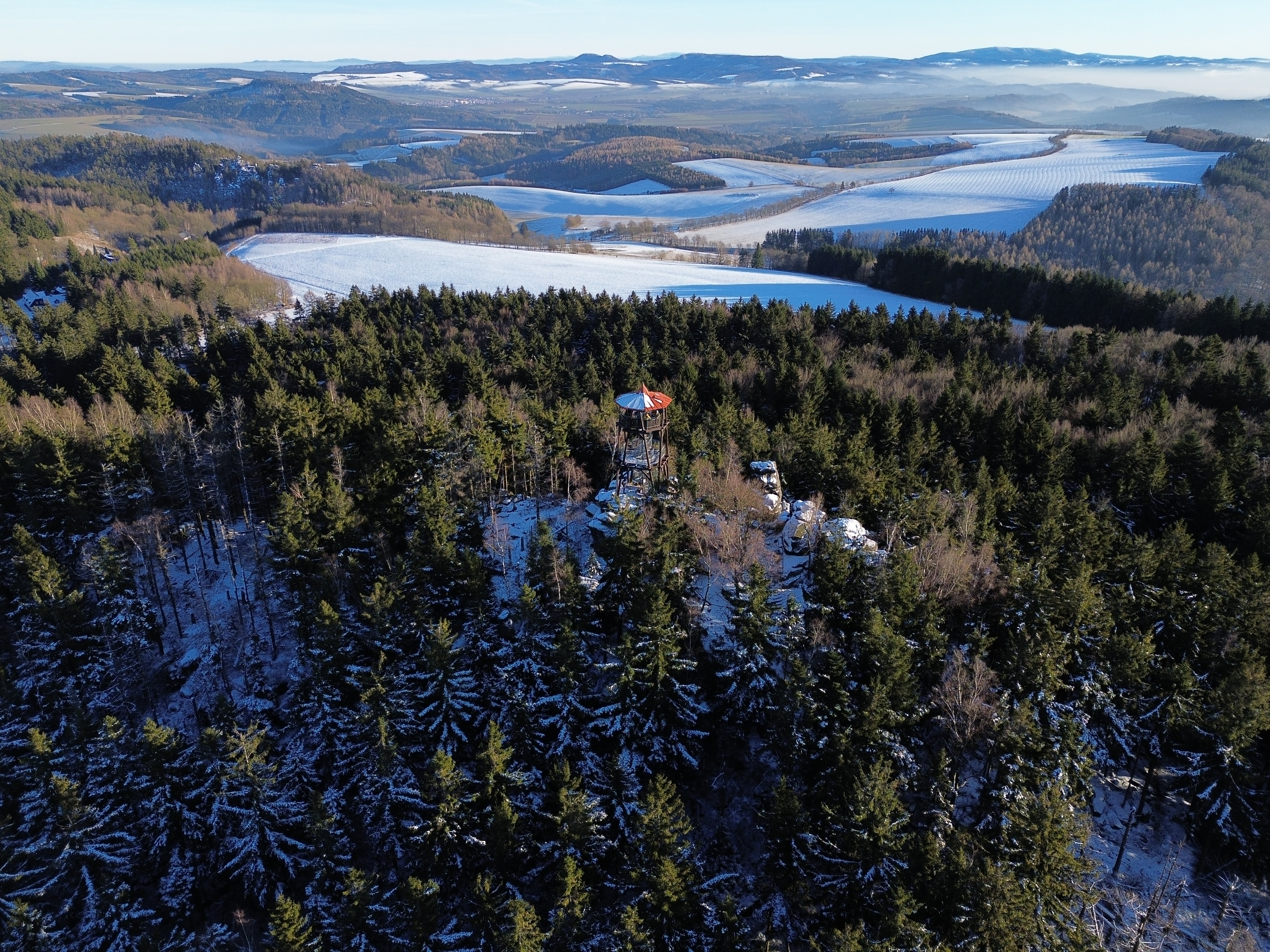
Letecký pohled na rozhlednu
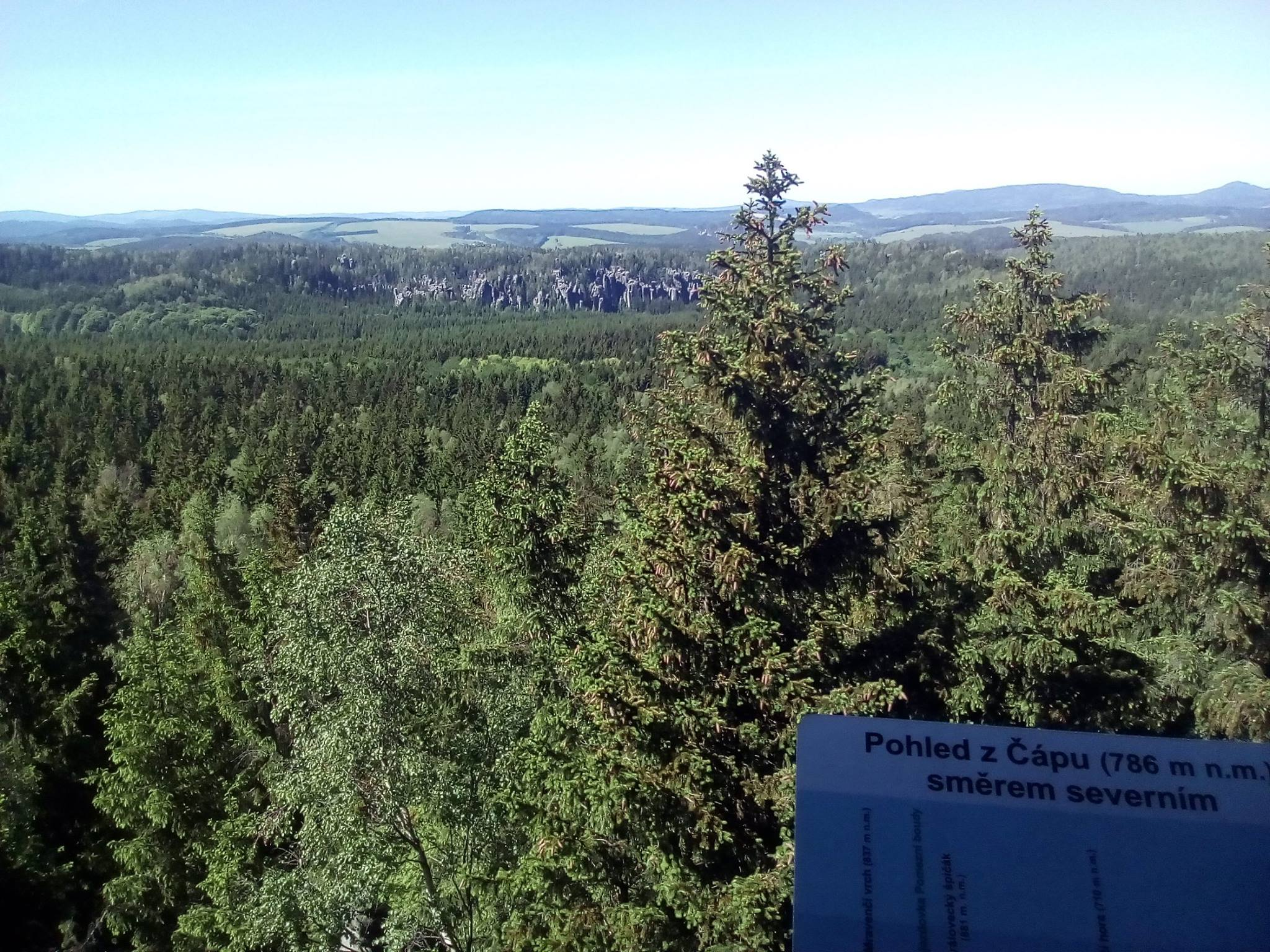
Výhled severním směrem
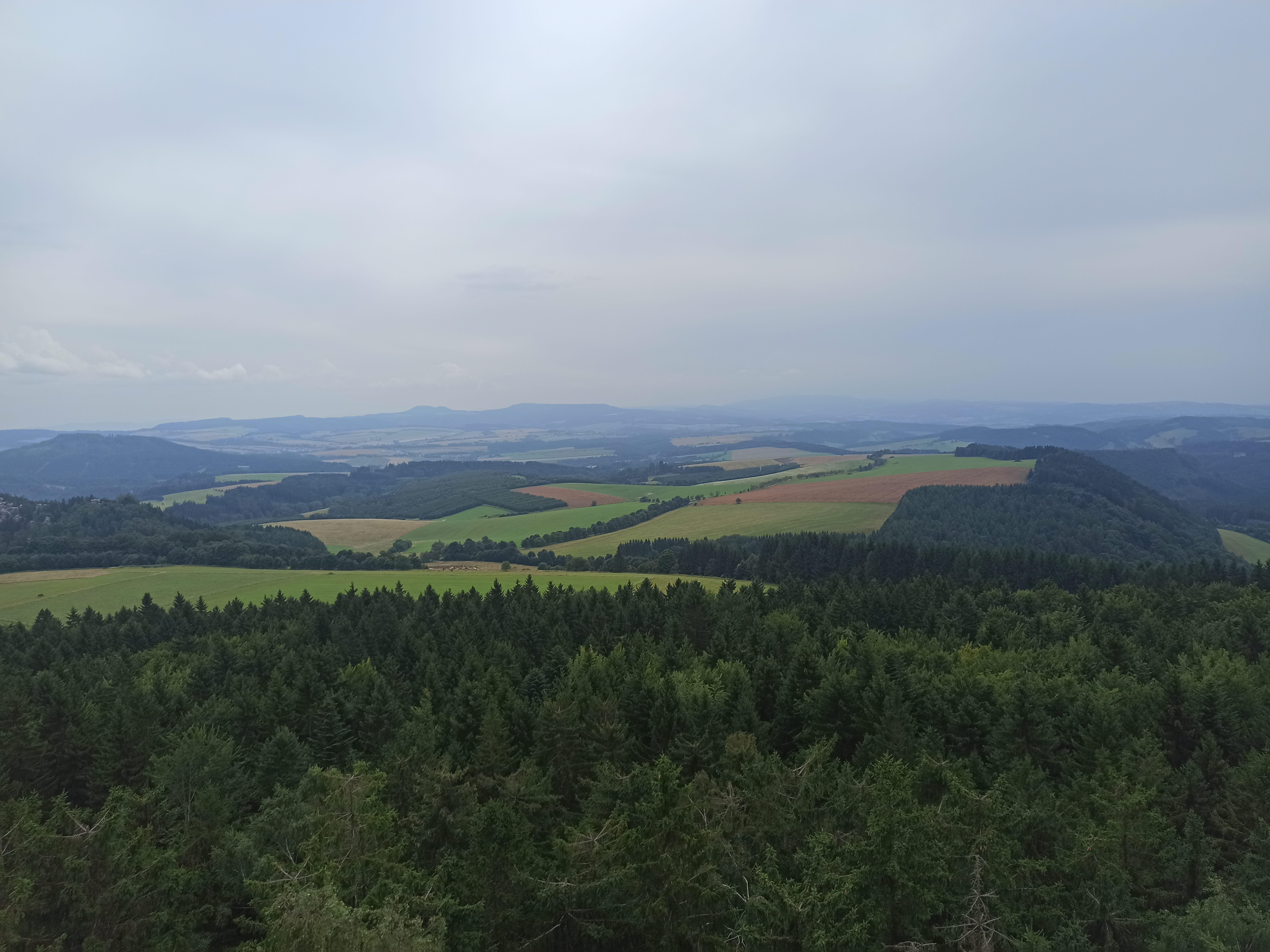
Výhled jižním směrem
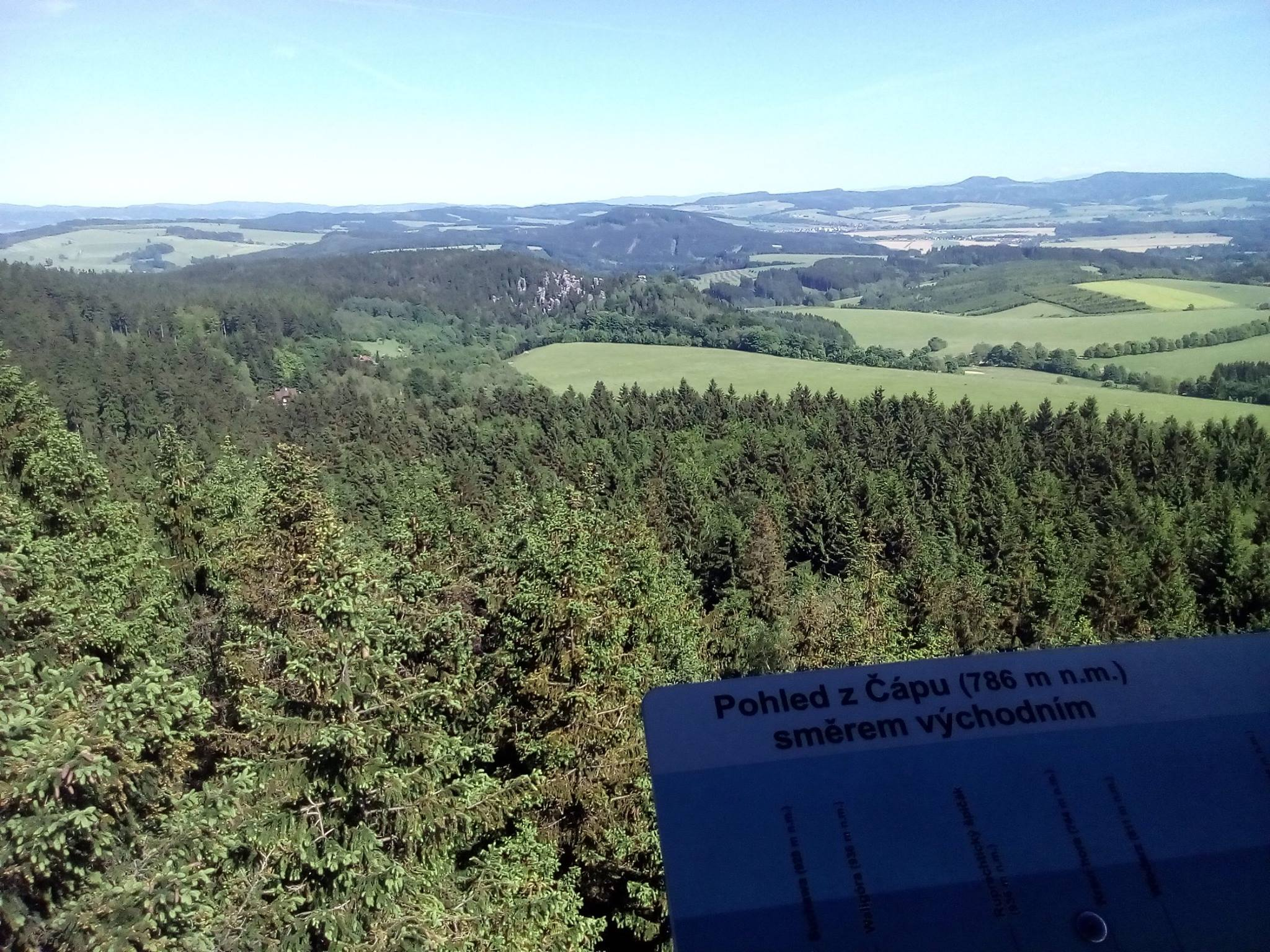
Výhled východním směrem
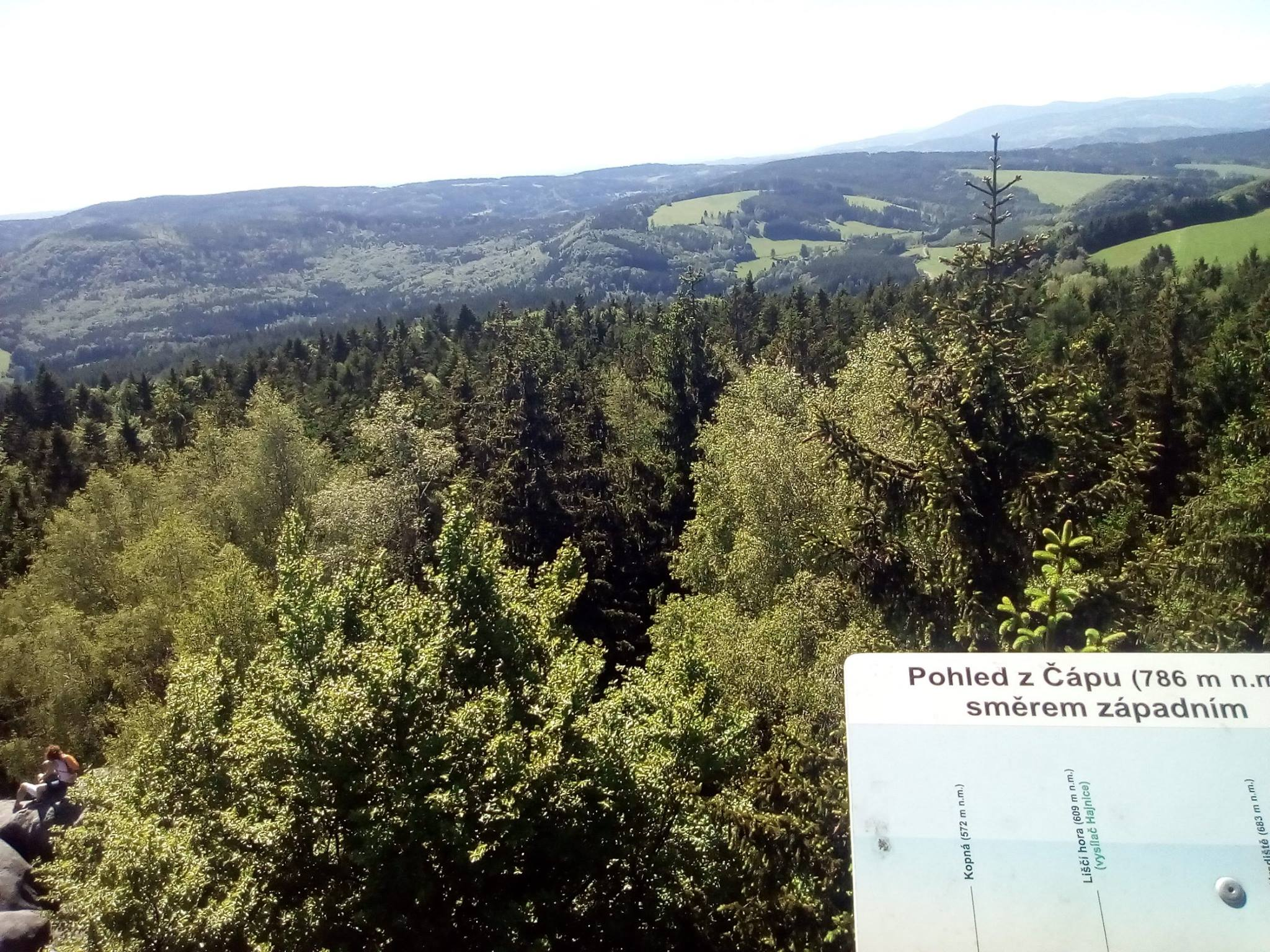
Výhled západním směrem
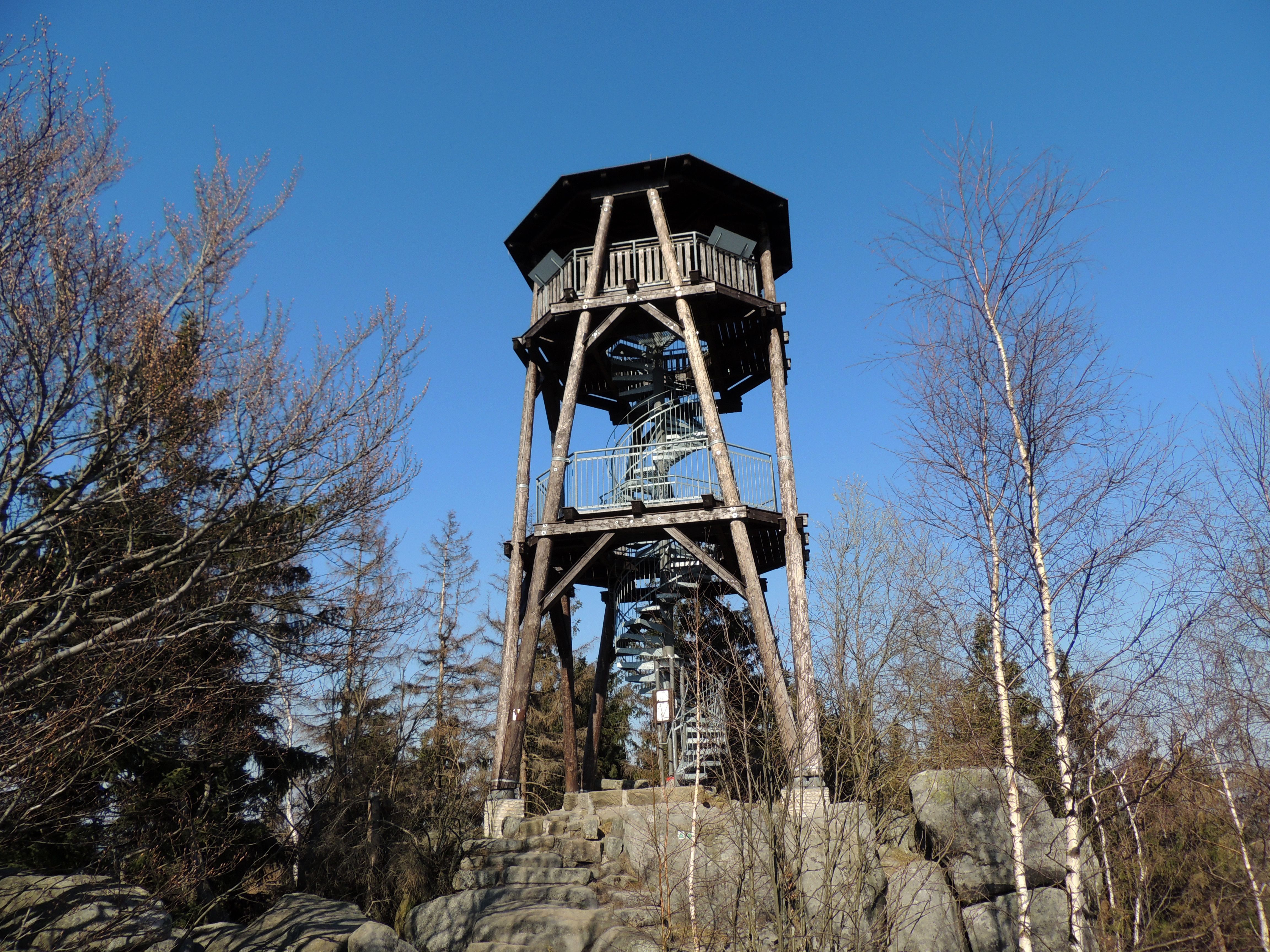
Rozhledna Čáp 2.4.2020